# (3352) McAuliffe
(3352) McAuliffe és un asteroide que forma part dels asteroides Amor i va ser descobert el 6 de febrer de 1981 per Norman G. Thomas des de l'Estació Anderson Mesa, a Flagstaff, Estats Units.

## Designació i nom
McAuliffe es va designar inicialment com 1981 CW.Posteriorment, el 1986, va ser renomenat en honor de la professora de secundària nord-americana Christa McAuliffe (1948-1986), morta a l'accident del Challenger.

## Característiques orbitals
McAuliffe orbita a una distància mitjana del Sol de 1,879 ua, podent allunyar-se'n fins a 2,572 ua i acostar-s'hi fins a 1,185 ua. La seva inclinació orbital és 4,773 graus i l'excentricitat 0,3692. Triga 940,5 dies a completar una òrbita al voltant del Sol.
McAuliffe és un asteroide proper a la Terra.

## Característiques físiques
La magnitud absoluta de McAuliffe és 15,8 i el període de rotació de 2,206 hores. Està assignat al tipus espectral A de la classificació SMASSII.